# Gloria Winters
Gloria Winters (28 de noviembre de 1931– 14 de agosto de 2010) fue una actriz cinematográfica y televisiva de estadounidense, conocida principalmente por interpretar a Penny King en la serie de TV emitida en las décadas de 1950 y 1960 Sky King.

## Biografía

### Inicios
Nacida en Los Ángeles, California, su verdadero nombre era Gloria Carolyn Hirst. Criada en el Valle de San Fernando, más adelante se mudó a Hollywood con su familia. Todavía niña y ya actriz, afirmaba haber debutado a los cinco años de edad con un pequeño papel en una película de Shirley Temple. (Una fuente sostenía que ella había actuado de niña en el film de 1932 de Carole Lombard Virtue).
Posteriormente Winters actuó en un corto de Pete Smith y en un largometraje de La Pandilla. Winters también actuó en escena y tomó clases de claqué, trabajando a finales de los años 1940 e inicios de los 1950 en westerns como Driftwood (1947) y El Paso (1949), y en series televisivas como El llanero solitario y The Range Rider. Entre sus filmes, la mayoría westerns, también se incluyen The Lawless (1950) y Gambling House (1950).
Winters fue Babs Riley en la primera temporada de la sitcom de la NBC The Life of Riley (1949 a 1950), protagonizada por Jackie Gleason y Rosemary DeCamp. Otro de sus personajes fue Ruth Farley en la sitcom de 1953-1955 de la ABC Where's Raymond?, en la que Verna Felton era su madre.

### Sky King
El papel más conocido de Winters fue el que llevó a cabo en la serie Sky King, protagonizada por Kirby Grant, que encarnaba a Schuyler "Sky" King. Winters era Penny King, y ambos vivían en el Rancho Flying Crown. Ella interpretó el papel en 72 episodios desde 1952 a 1959. Ron Hagerthy, de la misma edad de Winters, actuó en diecinueve episodios en 1952 como Clipper King. Durante Sky King, Winters y Kirby Grant actuaron en el circuito de ferias con un número cantado y bailado.

### Otros papeles
Mientras tanto, Winters tuvo papeles como artista invitada en series como Death Valley Days, The Jack Benny Show, Richard Diamond, Private Detective, Racket Squad, The Gene Autry Show (en la que debutó como cantante en 1951 con el episodio "Warning! Danger!"), The Adventures of Wild Bill Hickok, Brave Eagle, Four Star Playhouse, General Electric Theater, Frontier Doctor, Judge Roy Bean, The Roy Rogers Show, y Sheriff of Cochise. En el show de Jim Davis Stories of the Century, Winters interpretó a Little Britches, trabajando junto a James Best en el papel de Dave Ridley.
Durante ese tiempo también trabajó en el cine, actuando en producciones como Hold That Line (1952), protagonizada por The Bowery Boys, y She Couldn't Say No.
Winters se casó con Dean Stevens Vernon (1926–2001), un ingeniero de sonido de Sky King, y dejó de actuar tras participar en 1960 en el show de Hugh O'Brian The Life and Legend of Wyatt Earp.

### Últimos años
En 1964 Winters escribió Penny's Guide to Teen-Age Charm and Popularity, un libro sobre etiqueta dedicado a las chicas jóvenes, y que inspiró en 1996 la canción de la banda de rock alternativo Nada Surf "Popular".
Cuando su marido se retiró, el matrimonio se mudó a Vista, California. Él falleció en 2001, y Winters en 2010, en su domicilio, a causa de complicaciones surgidas tras una neumonía. Ambos fueron enterrados en el Cementerio Nacional Fort Rosecrans de San Diego (California).
En 2002 Winters había sido galardonada con el premio Golden Boot concedido por la Motion Picture & Television Fund por su trabajo en diferentes películas y programas televisivos del género western.